# Aeroportul Podgorica
Aeroportul Podgorica (IATA: TGD, ICAO: LYPG) este un aeroport din Golubovci, Municipiul Podgorica, Muntenegru ce deservește zona Podgorica. Aeroportul a fost tranzitat în 2023 de 1.657.522 de pasageri. A fost deschis în 1961 și numit după zona deservită.
Situat la o altitudine de 43 m, aeroportul dispune de 1 pistă.

## Infrastructură

### Piste
Aeroportul dispune de o singură pistă. Pista are orientarea 18/36.